# Pegasus Airlines
Pegasus Hava Taşımacılığı A.Ş., más conocida como Pegasus Airlines (IATA: PC, OACI: PGT) es una aerolínea de bajo costo con base en la zona Halkalı de Küçükçekmece, Estambul, Turquía. Inicialmente fue una aerolínea chárter participada por Aer Lingus, pero a día de hoy Pegasus es propiedad de Esas Holding.

## Historia

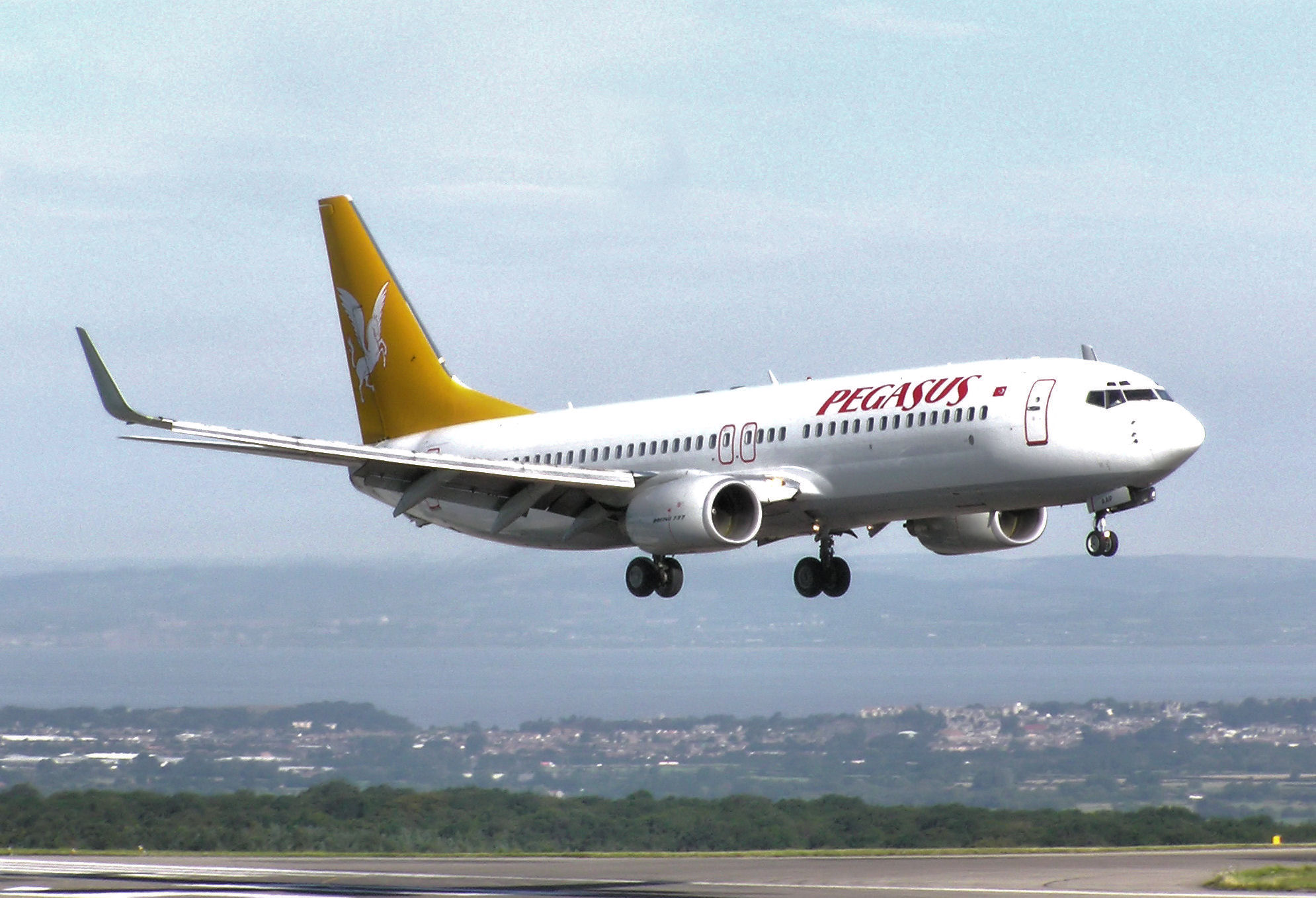
Un Boeing 737-800 de Pegasus Airlines aterriza en el aeropuerto internacional de Bristol, Inglaterra con la antigua librea.

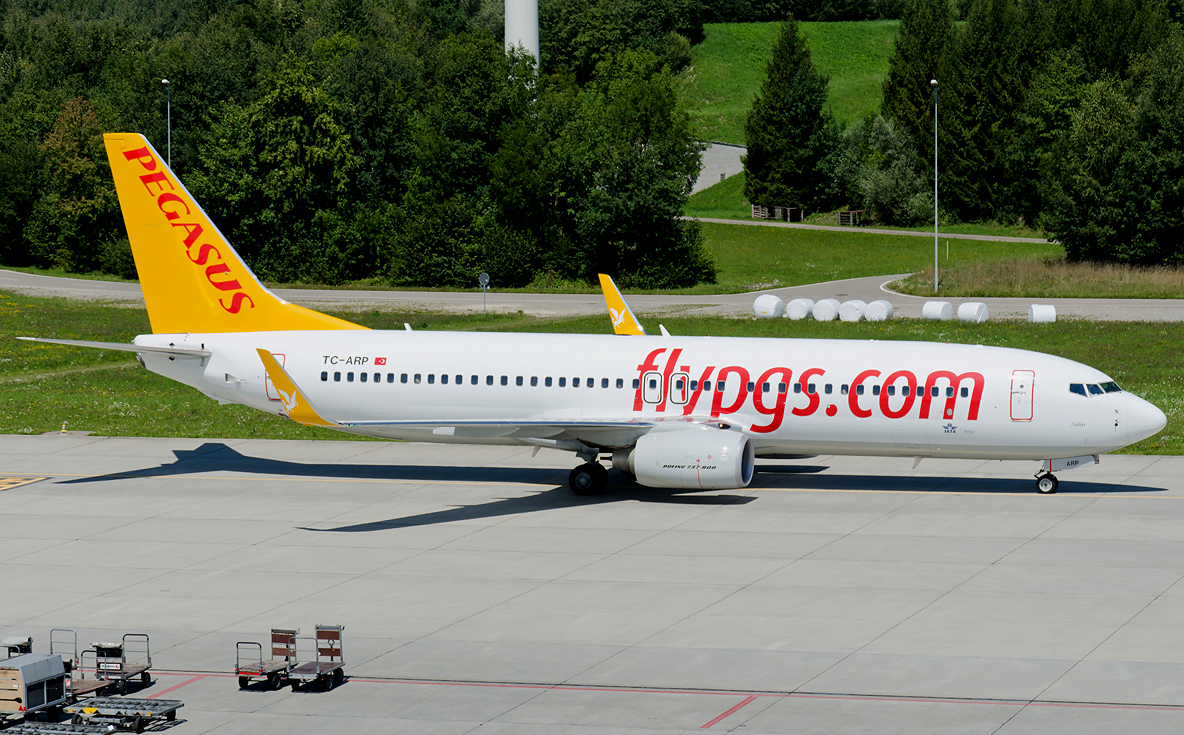
Un Boeing 737-800 de Pegasus Airlines con la librea actual.

El 1 de diciembre de 1989 dos empresas de negocios, Net y Silkar, en coalición con Aer Lingus crearon una aerolínea de vuelos chárter llamada Pegasus Airlines y cuyos servicios comenzaron el 15 de abril de 1990 con dos Boeing 737-400. Sin embargo, cuatro meses después de su inauguración, Irak invadió Kuwait y los siete meses siguientes que duró la ocupación tuvo un serio efecto en el turismo turco.
En 1992, los turistas comenzaron a retornar al país y Pegasus creció con la adquisición de un tercer 737-400. La aerolínea alquiló dos Airbus A320 para cumplir con la demanda estival.
Tras dos años con resultados positivos, Aer Lingus y Net vendieron sus acciones en la compañía en 1994 a la empresa con base en Estambul Yapi Kreditbank, convirtiendo a Pegasus en una compañía plenamente turca.
El 4 de septiembre de 1997, Pegasus efectuó un pedido por un 737-400 y un 737-800 de Boeing Commercial Airplanes convirtiéndose en la primera compañía turca en efectuar un pedido por el Boeing 737 Next Generation. La aerolínea también efectuó un pedido de leasing de diez 737-800 de ILFC.
En enero de 2005, ESAS Holdings adquirió Pegasus Airlines y colocó a Ali Sabanci como director. Dos meses más tarde, cambió el esquema de la compañía de aerolínea chárter a aerolínea de bajo coste. En noviembre de 2005, Pegasus efectuó un pedido por doce 737-800 a estrenar de Boeing que fue seguido por un pedido por doce 737-800 adicionales en noviembre de 2008. El último pedido tenía la posibilidad de convertirlos en aviones 737-700 de 149 plazas o el 737-900 de 215 asientos en función de la demanda del mercado.
En 2007, Pegasus transportó a más pasajeros en Turquía que ninguna otra aerolínea privada. En 2008, transportó a un total de 4,4 millones de pasajeros.
En la mitología griega, Pegaso (en griego: Πήγασος, Pégasos, «fuerte») fue un caballo alado creado por Poseidón, en su papel de dios de los equinos, y que cayó en los lazos de la górgona Medusa.

## Destinos
Pegasus Airlines tiene vuelos chárter y regulares a setenta aeropuertos en Europa y Asia.

### Acuerdos de código compartido
- IZair

## Flota

### Flota Actual
En agosto de 2024, la flota de Pegasus Airlines se compone de las siguientes aeronaves, con una media de edad de 4,5 años:

## Incidentes y accidentes
- El 10 de marzo de 2010, el vuelo 361 de Pegasus Airlines, un Airbus A319 operado por IZair en vuelo ferry, efectuó un aterrizaje de emergencia en el aeropuerto de Fráncfort del Meno en Alemania tras registrar un fallo en el tren de morro. El vuelo aterrizó satisfactoriamente, pero los neumáticos delanteros del tren se consumieron totalmente. El aeropuerto cerró la pista 07R/25L durante tres horas para permitir su retirada.[6] El tren de morro sufrió el mismo problema que el vuelo 292 de JetBlue Airways.

- El 7 de febrero de 2014, el vuelo 751 de Pegasus Airlines, fue víctima de un intento de secuestro por el ciudadano ucraniano Artem Kozlov que indicó que había colocado una bomba en el avión.[7] El pasajero exigió desviar el vuelo hasta Sochi, sede de las Olimpiadas de Invierno 2014 donde se estaba llevando a cabo la ceremonia de inauguración. El vuelo finalmente tomó tierra sin lamentar ninguna víctima en Estambul.[8]

- El 13 de enero de 2018, el vuelo 8622 de Pegasus Airlines desde el aeropuerto internacional de Esenboğa, desde Ankara hasta el aeropuerto de Trebisonda, se desvió de la pista de aterrizaje de Trebisonda y cayó por un precipicio. Las 168 personas a bordo sobrevivieron y no hubo heridos. La aeronave sufrió daños sustanciales.[9]

- El 5 de febrero de 2020, el vuelo 2193 de Pegasus Airlines, un Boeing 737-800, sufrió una excursión en la pista después de aterrizar en la pista 06 en el Aeropuerto Internacional Estambul-Sabiha Gökçen, en Turquía. El avión cayó por un terraplén y se partió en tres. Una tormenta eléctrica pasaba por el aeropuerto en el momento del accidente con ráfagas de viento de 37 nudos y una visibilidad de 7 km. El accidente dejó un saldo de 3 muertos y 179 heridos.[10]

## Patrocinios
Pegasus Airlines es uno de los patrocinadores oficiales de Türk Telekom Arena, el recientemente construido estadio del Galatasaray SK.

## Premios
En octubre de 2013, Pegasus Airlines fue nombrada la aerolínea de bajo coste con tarifas más bajas de toda Europa en un estudio llevado a cabo por la página web WhichAirline.com, seguida por la aerolínea húngara Wizz Air.